# Туле-кавия
Туле-кавия (Tule-Kaweah, Tule-Kaweah Yokuts) — мёртвый индейский язык, который принадлежит нимской группе йокутской языковой семьи, на котором раньше говорили йокуты, проживающие в долине реки Сан-Хоакин штата Калифорния в США.

## Диалекты
У туле-кавия имелось несколько диалектов: бокнинувад, викчамни и явданчи (нутаа).